# Barbara Gumińska
Barbara Gumińska z domu Lubelska (ur. 25 września 1924 we Lwowie, zm. 20 maja 2025) – polska uczona, specjalistka w zakresie botaniki i mykologii, profesor nauk przyrodniczych.

## Życiorys
Urodziła się 25 września 1924 roku we Lwowie jako Barbara Apolonia Lubelska. W rodzinnym mieście uczęszczała do szkoły podstawowej (6 klas), a następnie do gimnazjum im. Adama Asnyka. 
Po wybuchu II wojny światowej w roku 1939 i zajęciu Lwowa przez Związek Radziecki, kontynuowała naukę w gimnazjum nr 19. Po przejęciu Lwowa przez Niemcy w 1941 roku nauczanie zostało zakazane. Skierowano ją do pracy przymusowej w laboratorium kosmetycznym „Galicol”. Po ponownym odbiciu miasta przez ZSRR wróciła na krótko do lwowskiej szkoły, by w maju 1945 roku udać się z matką do Krakowa, gdzie w 1946 roku ukończyła gimnazjum J. Joteyko. W tym samym roku rozpoczęła studia na Wydziale Matematyczno-Przyrodnicznym Uniwersytetu Jagiellońskiego w Krakowie. Studia ukończyła w grudniu 1951 roku z tytułem magistra filozofii ze specjalnością botanika. 
W trakcie studiów przez rok pracowała na stanowisku asystenta na Uniwersytecie Pedagogicznym w Krakowie. Od września 1950 roku zawodowo związała się z Instytutem Botaniki Uniwersytetu Jagiellońskiego, w którym pracowała do 1997 roku. W Instytucie Botaniki UJ początkowo była asystentem (1950–1953), a następnie starszym asystentem (1953–1963). 3 czerwca 1954 roku wyszła za mąż za Jana Gumińskiego.
W latach 1956–1959 pracowała równocześnie w Instytucie Botaniki Polskiej Akademii Nauk, początkowo w Pracowni Systematyki Śluzowców, a od 1957 roku w Pracowni Mykologicznej. W marcu 1962 roku obroniła rozprawę doktorską pt. „Mykoflora lasów bukowych Rabsztyna i Maciejowej”. W kolejnych latach pracowała jako adiunkt (1963–1972) i starszy wykładowca (1972–1977). W grudniu 1974 r. uzyskała stopień doktora habilitowanego. W latach 1977–1979 pełniła w Instytucie Botaniki UJ funkcję kierownika Zakładu Taksonomii Roślin i Fitogeografii, a w latach 1979–1994 kierowała Pracownią Mykologiczną. W 1985 roku uzyskała tytuł profesora zwyczajnego. Po przejściu w 1994 roku na emeryturę kontynuowała pracę w Instytucie w niepełnym wymiarze godzin, aż do 1997 roku.
Pochowana 27 maja 2025 na cmentarzu Bronowickim na Pasterniku (kwatera XII-płd-7).

## Działalność naukowa
W działalności naukowej w IB PAN zajmowała się taksonomią, ekologią i rozmieszczeniem geograficznym grzybów z dawnych klas Asco- i Basidiomycota. Badania prowadziła szczególnie na południu Polski, m.in. w Karpatach.
Członkini Polskiego Towarzystwa Botanicznego i Rady Naukowej PAN od 1990.
Jest autorką 68 publikacji naukowych z mykologii, w tym: książki, która dotąd wyszła w 4 wydaniach, 40 oryginalnych prac naukowych i 20 recenzji. Przez krótki okres po wyjściu za mąż publikowała pod nazwiskiem Lubelska-Gumińska, później jako Gumińska. 
Najważniejsze publikacje to:
- B. Gumińska, W. Wojewoda. Grzyby i ich oznaczanie. PWRiL 1988 (wyd. 4),
- B. Gumińska, Mikroflora lasów bukowych Rabsztyna i Maciejowej (studium florystyczno-ekologiczne), [w:] Monogr. Bot. 13:1-85,
- B. Gumińska, Macromycetes łąk w Pienińskim Parku Narodowym, [w:] Acta Mycol. 12 (1): 3-75,
- B. Gumińska, Mikoflora Pienińskiego Parku Narodowego, część 1, [w:] Acta Mycol. 1969, część II. detto 1972; część III [w:] Zeszyty Nauk. Uniw. Jagiell. 1976; część IV. detto 1981; część V. detto 1990; część VI [w:] Fragm. Flor. Geobot. 1994.

## Nagrody i odznaczenia
- nagrody indywidualne i zespołowe III stopnia Ministra Nauki i Szkolnictwa Wyższego (1964, 1969, 1978, 1984)
- Złoty Krzyż Zasługi (1974)
- Krzyż Kawalerski Orderu Odrodzenia Polski (1983)

Źródło:.